# Stefan Downar
Stefan Downar ps. Dewajtis (ur. 13 sierpnia 1886 w Wieruszowie, zm. 15 lipca 1942 w Dachau) – polski ksiądz, działacz społeczny, poseł na Sejm w II RP.

## Życiorys
Był synem Andrzeja i Antoniny z domu Ginkowskiej. Ukończył gimnazjum państwowe w Warszawie oraz Wyższe Seminarium Duchowne we Włocławku (w 1911 roku) i Wydział Filozoficzny Uniwersytetu Poznańskiego: w 1925 roku uzyskał dyplom nauczyciela historii szkół średnich i seminariów nauczycielskich. 
Po otrzymaniu święceń kapłańskich w 1911 roku został wikariuszem i prefektem szkół powszechnych kolejno w: Widawie, Kole (1912–1913), Parznie (1913–1914) i Łasku (od 1914 roku), następnie od 1916 roku był prefektem w gimnazjum humanistycznym w Pyzdrach (pracował przy jego powstaniu i rozwoju), od 1928 roku był proboszczem w tamtejszej parafii, a od końca 1935 roku – proboszczem parafii w Zbrachlinie (po wyborze na posła biskup Karol Radoński zaproponował mu tę mniejszą parafię, na którą przeniósł się 18 grudnia 1935 roku).
Był członkiem POW, w 1918 roku uczestniczył w akcji rozbrajania Niemców w Pyzdrach. Od 1925 roku pełnił funkcję radnego miejskiego w Pyzdrach, był członkiem Sejmiku i Wydziału Powiatowego w Słupcy i członkiem Rady Powiatowej w Koninie.
W 1935 roku został wybrany posłem na Sejm IV kadencji (1935–1938) 45 491 głosami z okręgu nr 19, obejmującego powiaty: kolski i koniński. W czasie tej kadencji pracował w komisjach: oświatowej (do grudnia 1937 roku) i regulaminowej. W październiku 1935 roku i w marcu 1936 roku był wybierany do specjalnej komisji dla rozważenia projektu ustawy o upoważnieniu Prezydenta RP do wydawania dekretów. W interpelacji z lipca 1938 roku zaproponował rozważenie możliwości rozwiązania wszelkich organizacji niemieckich w związku z zagrożeniem narodowosocjalistycznym, w pasie zachodniego pogranicza. Jako poseł przyczynił się do uzyskania przez KUL w Lublinie pełnych praw akademickich. Znany był z wypowiedzi skierowanych przeciwko Żydom. W 1937 jako poseł domagał się w Sejmie zakazania Żydom pod sankcją karną produkowania dewocjonaliów chrześcijańskich.
Po wybuchu II wojny światowej został aresztowany 21 października 1939 roku przez Niemców, był więziony w Aleksandrowie, od listopada – w zakładzie dla umysłowo chorych w Świeciu i klasztorze oo. Werbistów w Górnej Grupie. Od 28 lutego 1940 roku przebywał w obozie koncentracyjnym Stutthof, od 10 kwietnia tego roku – w Sachsenhausen. 4 maja 1942 roku został przewieziony transportem „inwalidzkim” do obozu koncentracyjnego w Dachau, gdzie zginął w komorze gazowej 15 lipca 1942 roku.

## Ordery i odznaczenia
- Krzyż Oficerski Orderu Odrodzenia Polski (19 marca 1936)[5]
- Złoty Krzyż Zasługi (11 listopada 1934)[6]
- Medal Niepodległości (19 grudnia 1933)[7]
- Medal Dziesięciolecia Odzyskanej Niepodległości[8]
- Odznaka pamiątkowa Polskiej Organizacji Wojskowej[8]